# 1926年のル・マン24時間レース

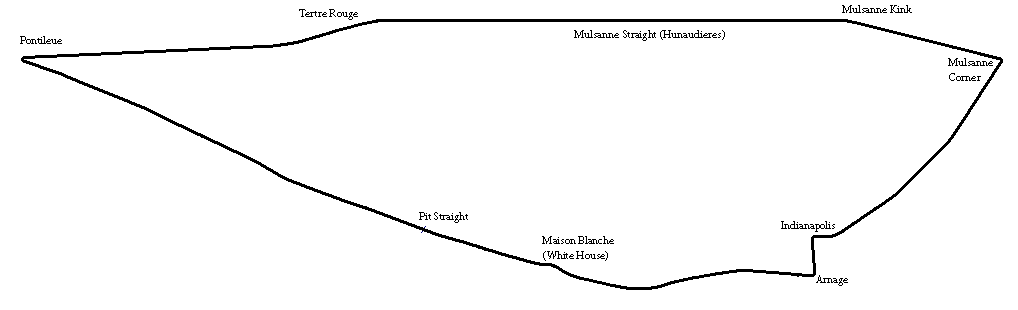
1926年のコース

1926年のル・マン24時間レース（24 Heures du Mans 1926 ）は、4回目のル・マン24時間レースであり、1926年6月12日から6月13日にかけてフランスのサルト・サーキットで行われた。

## 概要
出走したのは41台。
大幅に性能を上げた3リットルスーパースポーツモデルを1台とスピードモデルを2台持ち込んだベントレー、地元フランス有名メーカーのプジョー、去年優勝し実績のあるロレーヌ・ディートリッシュの戦いになった。
ベントレーは8号車スピードモデルが72周目1242.864km走ったところでエンジンバルブ損傷でリタイヤ、9号車スーパースポーツモデルが105周目1812.510km走ったところでエンジンバルブ損傷でリタイヤ、7号車スピードモデルは23時間138周2382.156km走ったところでミュルサンヌコーナーで横滑りし土手に激突してリタイヤとなった。
完走は13台。
ロベール・ブロッシュ（Robert Bloch ）/アンドレ・ロシニョール（André Rossignol ）組のロレーヌ・ディートリッシュが24時間で2552.414kmを平均速度106.350km/hで走り、1925年に続いて優勝した。しかしヨーロッパには不況の波が押し寄せてどこのメーカーでもレースどころではなくなりつつあり、連覇したロレーヌ・ディートリッシュもこの年限りで参戦を取りやめた。